# 신이궁류
신이궁류(Neodiapsida)는 이궁류의 한 분류군이다.